# Louis Feuillade
Louis Feuillade, född 19 februari 1873 i Lunel i Hérault, död 25 februari 1925 i Nice, var en fransk filmregissör och manusförfattare. Han gjorde över 800 filmer under sin tid på Gaumont, de han är mest känd för är följetongsfilmerna Fantômas (1913-14), Les Vampires (1915-16) och Judex (1917).

## Biografi
Feuillade var den yngste sonen i en djupt katolsk familj från Languedoc i södra Frankrike. Han flyttade till Paris 1898 och började arbeta som journalist på högertidningen Revue mondiale där han senare blev assisterande redaktör. I december 1905 anställdes Feuillade av Gaumont som manusförfattare och assistent till Alice Guy-Blaché, vilken han 1907 ersatte som chef för produktionen.
Han påbörjade 1910 den komiska följetongsfilmen Bébé som blev nästan sjuttio filmer lång under två års tid. Han skrev och regisserade också följetongen Scènes de la vie telle qu'elle est som sammansmälte de två populära traditionerna melodrama och realism, flera filmer i serien synliggjorde de tragiska, eller åtminstone patetiska konsekvenserna av omotiverade sociala och sexuella stereotyper. 1912 ersatte Bout-de-Zan Bébé och hann bli fyrtio filmer lång innan kriget. Under de första sex åren av Feuillades karriär kännetecknades hans filmer av återhållsamt skådespeleri, flexibel klippning och ett samarbete med kameramannen Albert Sorgius som skapade en mästerlig känsla för komposition och ljussättning.
Den film för vilken Feuillade är mest ihågkommen, Fantômas, släpptes 1913 och var baserad på Marcel Allain och Pierre Souvestres romanserie med samma namn. Följetongen bestod av fem långfilmslånga delar och Feuillade etablerade tillsammans med sin nye kameraman Guérin den "fantastiska realism" som kom att känneteckna filmserien innan den avbröts av krigsutbrottet.

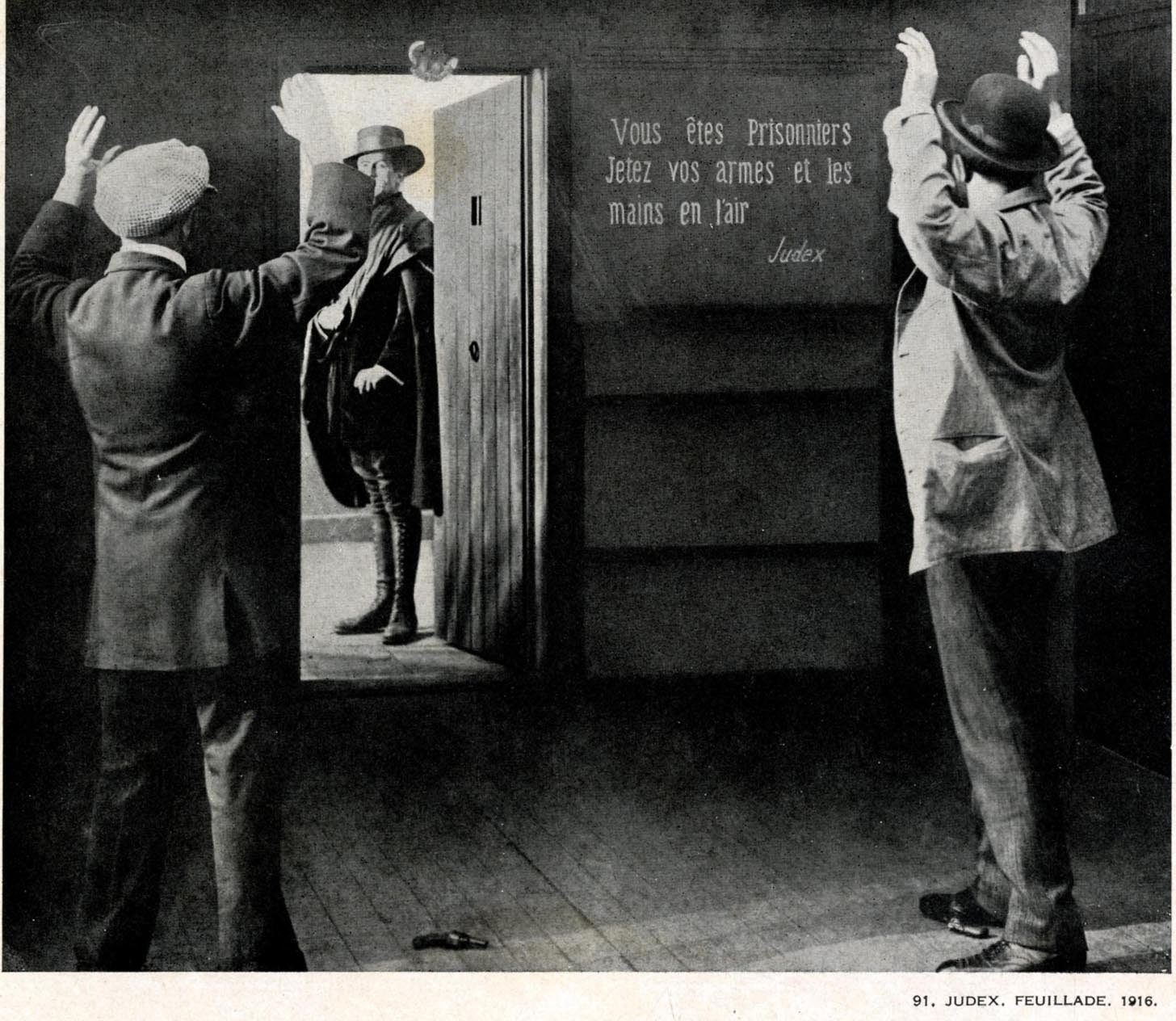
Bild från filmen Judex (1917).

Gaumont återupptog filmproduktionen 1915 och Feuillade återvände till kriminalfilmen med Les Vampires en följetongsfilm i tio delar. Denna filmserie förbjöds i vissa provinser och delvis som en reaktion på detta anlitade han författaren Arthur Bernède för att skapa en mer konventionell äventyrsberättelse för sina två kommande följetongsfilmer, Judex och La Nouvelle Mission de Judex, vilka blev mycket framgångsrika.
Efter kriget minskade filmproduktionen och Feuillade gjorde färre men mer varierande filmer, följetonger var dock fortfarande hans specialitet. Han gjorde följetongerna Tih-Minh och Barrabas inom kriminalfilmsgenren, de handlade om gäng vilka jagade efter gömda skatter respektive opererade bakom kulisserna i en bank. Les Deux Gamines, L'Orpheline och Parisette var melodramer vilka fokuserade på den föräldralösa hjältinnan som efter mycket lidande gifter sig med den sentimentale hjälten.
Innan han lämnade Gaumont 1924 hade Feuillade gjort mer än 800 filmer, vilka täckte in nästan alla samtida genrer: historiskt drama, komedi, realistiskt drama, melodrama, religiösa filmer, o.s.v. Under förberedelserna för att spela in historiefilmen Le Stigmate i februari 1925 blev Feuillade sjuk och han dog av akut bukhinneinflammation.

## Filmografi (urval)
- 1910 – Bébé
- 1910 – Vinningslystnad
- 1910 – Israels barns tåg ur Egypten
- 1911 – Skamfläcken
- 1911 – Scènes de la vie telle qu'elle est
- 1911 – Arizath Tanits prästinna
- 1912 – Bout-de-Zan
- 1913 – Fantômas
- 1915 – Les Vampires
- 1917 – Judex
- 1918 – La Nouvelle Mission de Judex
- 1918 – Tih-Minh
- 1919 – Vendémiaire
- 1920 – Barrabas
- 1921 – Les Deux Gamines
- 1921 – L'Orpheline
- 1922 – Parisette
- 1922 – Le Fils du flibustier
- 1923 – Le Gamin de Paris